# Полтавская городская община
Полтавская городская община (укр. Полтавська міська громада) — территориальная община в Полтавском районе Полтавской области Украины. Административный центр — город Полтава.
Образована 12 июня 2020 года путём объединения Полтавского городского и Абазовского, Бричковского, Валковского, Гожуловского, Ковалевского, Пальчиковского, Семьяновского, Супруновского, Тахтауловского, Черноглазовского сельских советов Полтавского района Полтавской области (10 старостинских округов). Первые выборы городского совета и городского головы общины прошли 25 октября 2020 года.

### Старостинские округа
В Полтавской городской общине образовано 10 старостинских округов решением Полтавского городского совета от 29 января 2021 года.
| Старостинский округ | Населённые пункты |
| ------------------- | --- |
| Абазовский          | Абазовка, Лаврики, Рожаевка, Соломаховка, Червоная Долина                                                            |
| Бричковский         | Бричковка, Гриневка, Петровка                                                                                        |
| Валковский          | Валок, Каплуновка, Лозовка, Очкановка                                                                                |
| Гожуловский         | Гожулы, Андреевка, Биологическое, Зоревка                                                                            |
| Ковалевский         | Ковалёвка, Андрушки, Бочановка, Верхолы, Грабиновка, Давыдовка, Зализничное, Затурино, Ежаковка, Макуховка, Сосновка |
| Пальчиковский       | Пальчиковка, Бугаевка, Вытевка, Гутыревка, Карпуси, Келебердовка, Косточки, Уманцевка, Цыганское                     |
| Семьяновский        | Семьяновка, Олепиры, Патлаевка, Терновщина, Яцынова Слободка                                                         |
| Супруновский        | Супруновка, Говтвянчик, Ивашки, Мильцы, Шостаки                                                                      |
| Тахтауловский       | Тахтаулово, Жуки |
| Черноглазовский     | Черноглазовка, Бершацкое, Глухово, Долина, Макарцовка, Носовка, Трирогово                                            |